# Wivianne Bergh-Freivald
Maud Wivianne Bergh-Freivald, född Bergh den 14 februari 1939 i Trollhättan, död där den 19 juni 2017, var en svensk diskuskastare som tävlade för Göteborgs Kvinnliga IK och var dotter till Gunnar Bergh.  Wivianne Bergh-Freivald vann det nordiska mästerskapen i diskus 1963 och de svenska mästerskapen 1960, 1962, 1963, 1964, 1967 och 1968. Hon hade i 28 år det svenska rekordet i diskuskastning på 52,65 meter som noterades i Ostrava 1964. Hon deltog i de Olympiska sommarspelen 1960. Bergh-Freivald är begravd på Håjums begravningsplats.